# Nesma Airlines
Nesma Airlines est une compagnie aérienne saoudienne qui assure des vols intérieurs réguliers en Arabie saoudite ainsi que des vols régionaux internationaux. Nesma Airlines offre un choix de voyage entre la classe affaires et la classe économique.
Sur les vols intérieurs, Nesma Airlines exploite des avions configurés en une unique classe économique offre, pendant le vol, des boissons chaudes et froides gratuites et quelques petites collations. En fonction de l'itinéraire et de la destination, d'autres options de restauration et de boissons sont disponibles à l'achat à bord, en plus d'une sélection de repas pré-réservés.

## Histoire
La compagnie aérienne Nesma Airlines prend officiellement son envol en juin 2010.
Le premier vol commercial de Nesma Airlines a lieu le 18 juillet 2010 entre Hurghada et Ljubljana. La compagnie assure des vols charters qui relient les sites touristiques les plus populaires d'Égypte à l'Europe notamment au Royaume-Uni, à l'Italie, l'Espagne, la Pologne et la France et au Moyen-Orient, principalement vers l' Arabie saoudite,  .
Parallèlement à son activité d'affrètement, la compagnie aérienne a commencé à assurer des vols réguliers vers l'Arabie saoudite le 24 juin 2011 vers Hail, Tabuk et Taif.
Le 27 octobre 2016, la compagnie aérienne lance des vols intérieurs en Arabie saoudite. Des vols sont prévus à partir du hub central de l'aéroport régional de Hail vers divers endroits du Royaume, qui comprend actuellement Tabuk et Qaisumah . Tous les vols seront effectués en ATR 72-600.
Le 21 novembre 2016, Nesma Airlines lance des nouvelles routes  depuis Djeddah vers Riyad, Dammam et Hail. Six voyages quotidiens sont programmés entre Jeddah et Riyad et deux voyages quotidiens entre Jeddah et Dammam ainsi qu'un voyage quotidien à Hail[source insuffisante]. Ces vols sont assurés par des A320 et A321 nouvellement loués à la compagnie Small Planet Airlines[source insuffisante] par Nesma Airlines dans le cadre d'un accord conjoint entre les deux sociétés.

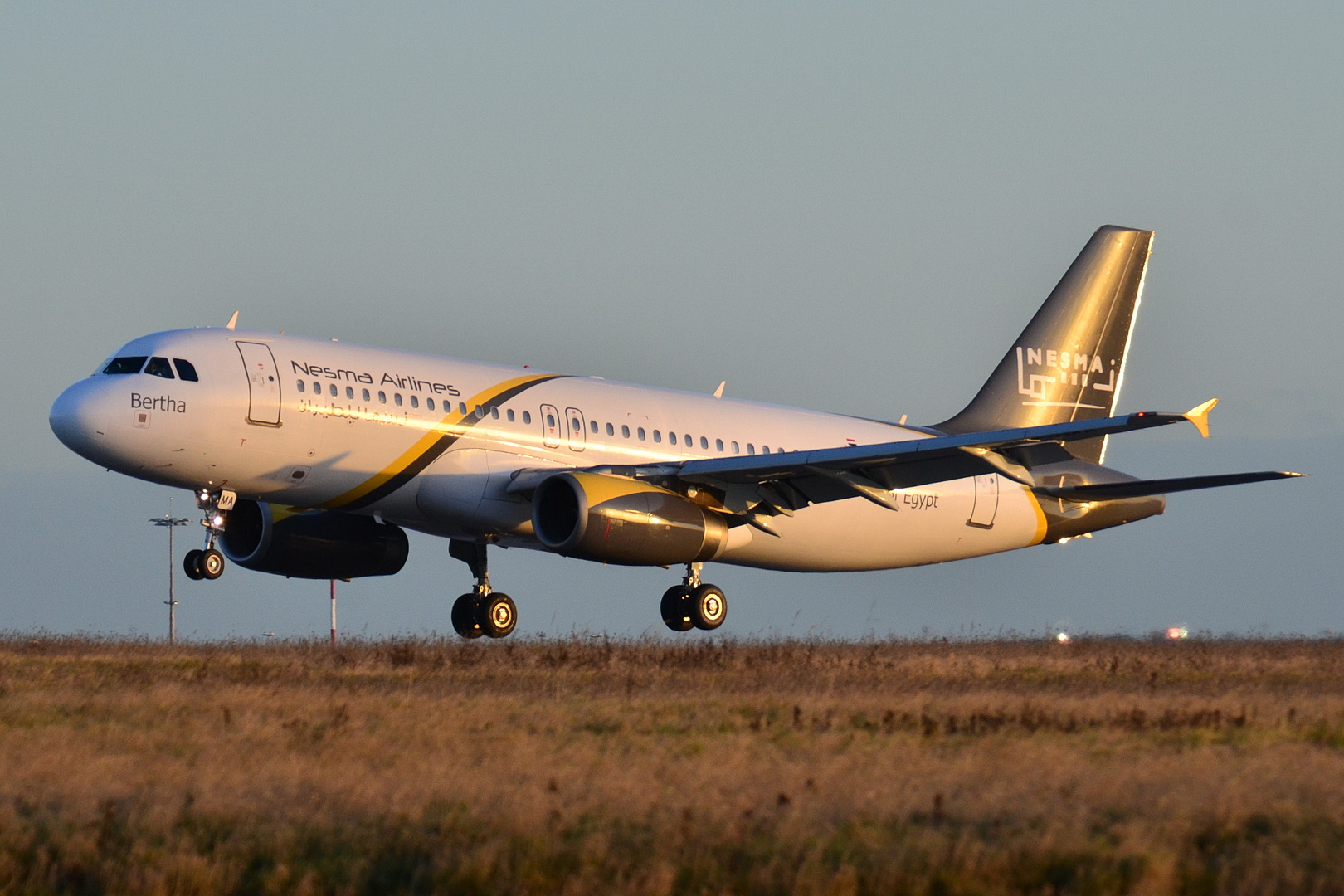
Un Airbus A320 de Nesma Airlines à Paris-CDG

## Flotte

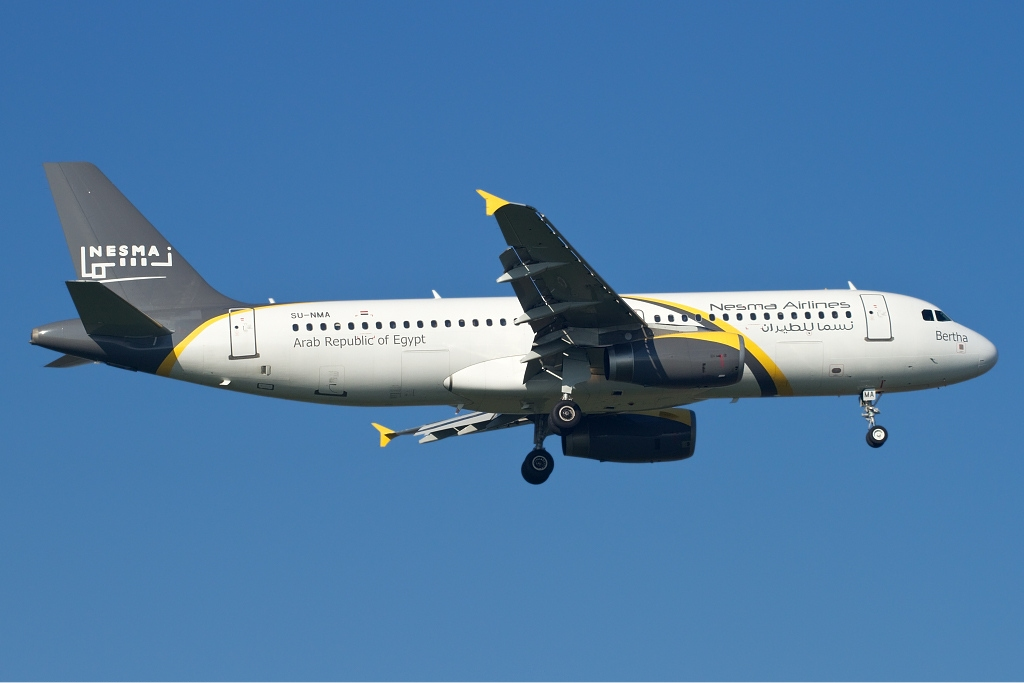
Nesma Airlines Airbus A320 Bertha

La flotte de Nesma Airlines Egypt se compose des appareils suivants en octobre 2020 :